# Cierpięta (województwo pomorskie)
Cierpięta – osada w Polsce położona w województwie pomorskim, w powiecie sztumskim, w gminie Mikołajki Pomorskie przy drodze wojewódzkiej nr 522, przy głównej trasie do Sztumu.
W latach 1975–1998 miejscowość administracyjnie należała do województwa elbląskiego.

## Zabytki
Według rejestru zabytków NID na listę zabytków wpisany jest dwór, nr rej.: A-1336 z 20.11.1990. 
Obecnie należy do właściciela gospodarstwa rolnego.